# Quentin Ngakoutou
Quentin Ngakoutou est un footballeur international centrafricain né le 10 mai 1994 à Bangui (République centrafricaine). Formé à l'AS Monaco, il a évolué au poste d'attaquant dans plusieurs clubs de deuxième division française et suisse.

## Biographie

### Jeunesse
Quentin Ngakoutou évolue tout d'abord au Red Star de 2005 à 2009,.

### Formation à l'AS Monaco (2009-2014)
En février 2009, il rejoint le centre de formation de l'AS Monaco, le club monégasque évolue alors en première division française, et se trouve être l'un des clubs les plus titrés et prestigieux de ce championnat. En juin 2009, il est finaliste de la Coupe Nationale des 14 ans avec la sélection de la Ligue de Paris-Île-de-France.
Il joue d'abord dans l'équipe des moins de 17 ans. Il joue ensuite avec l'équipe des moins de 19 ans et participe en 2011 au sacre du club en coupe Gambardella puis devient champion national de cette catégorie en juin 2013. À cette époque, il est sélectionné successivement en équipe de France des moins de 16 ans en 2009, pour des matchs amicaux, puis en équipe de France des moins de 17 ans en 2010, à nouveau pour des matchs amicaux. Il fait ensuite partie de l'effectif de l'équipe réserve de l'ASM, qui évolue en championnat de France amateur (quatrième niveau national). Il inscrit 14 buts durant la saison 2013-2014.
En mars 2014, il signe son premier contrat professionnel, de trois ans, avec le club monégasque,.

### Prêts successifs (2014-2017)
Il est prêté en juin 2014 à l'Athlétic Club Arles-Avignon qui évolue en deuxième division. Il est l'auteur d'une entame de saison remarquée, inscrivant un triplé contre les Chamois niortais au premier tour de la Coupe de la Ligue, puis un but en championnat lors de la quatrième journée,. La suite de sa saison est cependant entravée par une blessure, et ce seront les seuls buts de Ngakoutou avec le club, perdant par la suite son rôle de titulaire.
En février 2015, il change de club, et se voit prêté au sein d'une équipe de deuxième division suisse, Lausanne-Sports, entraîné par Marco Simone, ancien entraîneur de l'AS Monaco. Avec le club de Lausanne, il dispute seulement sept matchs en championnat, sans inscrire le moindre but.
En juillet 2015, il fait à nouveau l'objet d'un prêt, en s'engageant auprès de l'Évian Thonon Gaillard qui évolue en deuxième division française.

### Bourges 18 (depuis 2019)
En août 2019, il signe à Bourges 18.

## Statistiques
| Saison                | Club                            | Championnat           | Championnat | Championnat | Coupe nationale | Coupe nationale | Coupe de la Ligue | Coupe de la Ligue | Compétition(s) continentale(s) | Compétition(s) continentale(s) | Compétition(s) continentale(s) | Total | Total |
| Saison                | Club                            | Division              | M.          | B.          | M.              | B.              | M.                | B.                | Comp.                          | M.                             | B.                             | M.    | B.    |
| 2014-2015             | AC Arles-Avignon (prêt)         | Ligue 2               | 13          | 1           | 1               | 2               | 1                 | 3                 | -                              | -                              | -                              | 15    | 6     |
| 2014-2015             | FC Lausanne-Sport (prêt)        | Challenge League      | 7           | 0           | -               | -               | -                 | -                 | -                              | -                              | -                              | 7     | 0     |
| 2015-2016             | Évian Thonon Gaillard FC (prêt) | Ligue 2               | 19          | 3           | 2               | 0               | 1                 | 0                 | -                              | -                              | -                              | 22    | 3     |
| 2016-2017             | RU Saint-Gilloise (prêt)        | Proximus League       | 1           | 0           | -               | -               | -                 | -                 | -                              | -                              | -                              | 1     | 0     |
| 2019-2020             | Bourges 18                      | National 3            | 10          | 5           | -               | -               | -                 | -                 | -                              | -                              | -                              | 10    | 5     |
| 2021-2022             | FC Bobigny 93                   | National 2            | 2           | 0           | 3               | 1               | -                 | -                 | -                              | -                              | -                              | 5     | 1     |
| 2021-2022             | SO Romorantin                   | National 2            | 9           | 0           | -               | -               | -                 | -                 | -                              | -                              | -                              | 9     | 0     |
| 2023-2024             | JA Drancy                       | National 3            | 4           | 0           | 1               | 1               | -                 | -                 | -                              | -                              | -                              | 5     | 1     |
| Total sur la carrière | Total sur la carrière           | Total sur la carrière | 65          | 9           | 7               | 4               | 2                 | 3                 | -                              | 0                              | 0                              | 74    | 16    |

## Palmarès
- AS Monaco
  - Coupe Gambardella
    - Vainqueur : 2011